# Česko hledá SuperStar
Česko hledá SuperStar je česká verze britské televizní pěvecké soutěže s prvky reality show Pop Idol, pod různými názvy vysílané v mnoha zemích, ve které před očima diváků vzniká z původně neznámého účastníka masového konkurzu amatérských zpěváků „hvězda pop‑music“.
Show vysílá TV Nova. První série proběhla na jaře 2004, druhá série za rok a třetí na podzim 2006.
Velké množství zájemců prošlo sítem konkurzů. Porota z nich vybrala 40 (ve 2. kole 50) postupujících a ti byli v semifinálových kolech po deseti představováni divákům. Diváci posílali hlasy pomocí SMS a telefonátů a dva s největším počtem hlasů postoupili do finálových kol. Celkem se do finále i po Druhé šanci, do níž vybrala účastníky porota, dostalo 10 (resp. 12) soutěžících.
V každém finálovém kole opět hlasovali diváci a účastník s nejmenším počtem hlasů byl vyřazen. Vítězem se stal ten, který zůstal jako poslední nevyřazen; od producentů, kteří jsou partnery soutěže, dostane smlouvu na vydání alba.

## Moderátoři
1. 2004: Laďka Něrgešová, Ondřej Brzobohatý
2. 2005: Laďka Něrgešová, Petr Holík
3. 2006: Leoš Mareš

Porota
1. 2004: Ondřej Hejma (předseda), Gábina Osvaldová, Ondřej Soukup, Milan Herman
2. 2005: Michal Horáček (předseda), Gábina Osvaldová, Ondřej Soukup, Eduard Klezla
3. 2006: Ondřej Hejma, Ilona Csáková, Eduard Klezla

## První série (2004)
| Poř. | Jméno             | Hlasy při vyřazení  | Datum vyřazení  | Album                                                                                             | Vydání alba        |
| ---- | ----------------- | ------------------- | --------------- | ------------------------------------------------------------------------------------------------- | ------------------ |
| 1.   | Aneta Langerová   | 2 359 739 – 79,16 % | VÍTĚZKA         | Spousta andělů                                                                                    | 6. září 2004       |
|      |                   |                     |                 | Dotyk                                                                                             | 21. května 2007    |
|      |                   |                     |                 | Jsem - 2004 – Spousta andělů - 2007 – Dotyk - 2009 – Jsem - 2014 – Na Radosti - 2020 - Dvě slunce | 2009               |
| 2.   | Šárka Vaňková     | 621 235 – 20,84 %   | 20. června 2004 | Věřím náhodám                                                                                     | 26. listopadu 2004 |
|      |                   |                     |                 | Teď a tady                                                                                        | 22. května 2006    |
| 3.   | Sámer Issa        | 336 581 – 21,7 %    | 13. června 2004 | Busted                                                                                            | 26. listopadu 2004 |
|      |                   |                     |                 | Break the silence                                                                                 | 21. listopadu 2005 |
| 4.   | Tomáš Savka       | 203 916 – 14,8 %    | 6. června 2004  | Já si tě stejně najdu                                                                             | 15. listopadu 2004 |
|      |                   |                     |                 | Neslibuju modrý z nebe                                                                            | 3. října 2005      |
| 5.   | Martina Balogová  | 85 774 – 7,9 %      | 30. května 2004 | I Am Not From Here                                                                                | 18. dubna 2005     |
| 6.   | Julián Záhorovský | 75 859 - 7,5 %      | 23. května 2004 | Obraz J. Z.                                                                                       | 24. ledna 2005     |
| 7.   | Stanislav Dolinek | 43 005 – 5,6 %      | 16. května 2004 | Standa 001                                                                                        | 15. listopadu 2004 |
| 8.   | Petra Páchová     | 35 613 – 4,3 %      | 9. května 2004  | —                                                                                                 | —                  |
| 9.   | Petr Poláček      | 31 696 – 5,0 %      | 2. května 2004  | Petr Poláček & Iluze                                                                              | 7. března 2005     |
|      |                   |                     |                 | Nemůžu zapomenout                                                                                 | 15. ledna 2007     |
| 10.  | Veronika Zaňková  | 23 418 – 3,0 %      | 25. dubna 2004  | Zpátky na Zemi                                                                                    | 1. října 2004      |
|      |                   |                     |                 | Kapky v moři                                                                                      | 12. září 2005      |

Celá desítka vydala CD se společně zpívanými písněmi: Veď mě dál a Superstar. Pětka poté společně nazpívala Hvězdy.

## Druhá série (2005)
Finalistů bylo 12, první finálový večer byly vyřazeny dvě.
| Poř. | Jméno              | Hlasy při vyřazení | Datum vyřazení  | Album               | Vydání alba        |
| ---- | ------------------ | ------------------ | --------------- | ------------------- | ------------------ |
| 1.   | Vlasta Horváth     | 73% – 848 584      | VÍTĚZ           | Místo zázraků       | 24. října 2005     |
|      |                    |                    |                 | Do peří nefoukej    | 1. listopadu 2006  |
| 2.   | Petr Bende         | 27 % – 313 860     | 12. června 2005 | pb                  | 7. listopadu 2005  |
|      |                    |                    |                 | Život ve vteřinách  | 23. října 2006     |
|      |                    |                    |                 | Trojka              | 25. října 2011     |
|      |                    |                    |                 | Restart             | 4. listopadu 2016  |
| 3.   | Gabriela Al Dhábba | 9,5 % – 70 069     | 5. června 2005  | Contra factum       | 24. dubna 2006     |
| 4.   | Michal Hudček      | 19,7 % – 57 872    | 29. května 2005 | Zvláštní zprávy     | 28. listopadu 2005 |
| 5.   | Ali Amiri          | 12,3 % – 40 065    | 22. května 2005 | A Piece Of My Heart | 21. listopadu 2005 |
| 6.   | Michael Foret      | 8 % – 13 172       | 15. května 2005 | Forte               | 17. dubna 2006     |
| 7.   | Klára Zaňková      | 9 % – 18 136       | 8. května 2005  | –                   | –                  |
| 8.   | Filip Jankovič     | 7,7 % – 19 902     | 1. května 2005  | F8                  | 15. května 2006    |
| 9.   | Michaela Nosková   | 2,7 % – 9 027      | 24. dubna 2005  | Bez milosti         | 17. října 2005     |
| 10.  | Kristýna Peterková | 3,5 % – 10 133     | 17. dubna 2005  | Dobrý náhody        | 28. listopadu 2005 |
| 11.  | Janika Kolářová    | 2,9 % – 10 938     | 10. dubna 2005  | Janika              | 24. října 2005     |
| 12.  | Monika Šramlová    | 1 % – 3 772        | 10. dubna 2005  | –                   | –                  |

## Třetí série (2006)
Finále se konala v neděli, hlasy se sbíraly celý den do pondělního vyhlášení.
| Poř. | Jméno              | Hlasy při vyřazení | Datum vyřazení     | Album            | Vydání alba     |
| ---- | ------------------ | ------------------ | ------------------ | ---------------- | --------------- |
| 1.   | Zbyněk Drda        | 56,58 % - 197069   | VÍTĚZ              | Pohled do očí    | 15. dubna 2007  |
| 2.   | David Spilka       | 43,42 % - 151233   | 17. prosince 2006  | Stříbrný sen     | 1. října 2007   |
| 3.   | Leona Černá        | 22,31 % - 29597    | 11. prosince 2006  |                  |                 |
| 4.   | Barbora Zemanová   | 16,50 % - 13207    | 4. prosince 2006   | Rozjetej vlak    | 23. dubna 2007  |
| 5.   | Martin Ševčík      | 13,66 % - 11456    | 27. listopadu 2006 | Můj barevný svět | 22. října 2007  |
| 6.   | Soňa Pavelková     | 6,78 % - 6575      | 20. listopadu 2006 | S'n'P            | 28. května 2007 |
| 7.   | Roman Lasota       | 6,91 % - 7161      | 13. listopadu 2006 |                  |                 |
| 8.   | Tereza Najdekrová  | 4,86 % - 4463      | 6. listopadu 2006  |                  |                 |
| 9.   | Aleš Burket        | 6,53 % - 6095      | 30. října 2006     |                  |                 |
| 10.  | Karolína Pavlíková | 1,98 % - 1754      | 23. října 2006     |                  |                 |

## Hvězdná pěchota
Soutěž o „generála hvězdné pěchoty“ probíhala ve všech třech ročnících soutěže. Jedná se o přihlášené soutěžící, kteří svým předvedeným výkonem hluboce zaostali za průměrem ostatních soutěžících a pobavili diváky u televizních obrazovek. Diváci hlasováním rozhodují o tom, který z nominovaných získá titul „generála“.
1. 2004: Anna Gleisnerová za píseň „Thank you“ zpěvačky Dido
2. 2005: Štěpán Turek za vlastní píseň „Velká diskotéková stávka“ (alias „Stávka dýdžejů“)
3. 2006: Štěpán Fadrný za svéráznou interpretaci písně Sonne od skupiny Rammstein